# كوفيد-19 والحجر الصحي المجتمعي في الفلبين

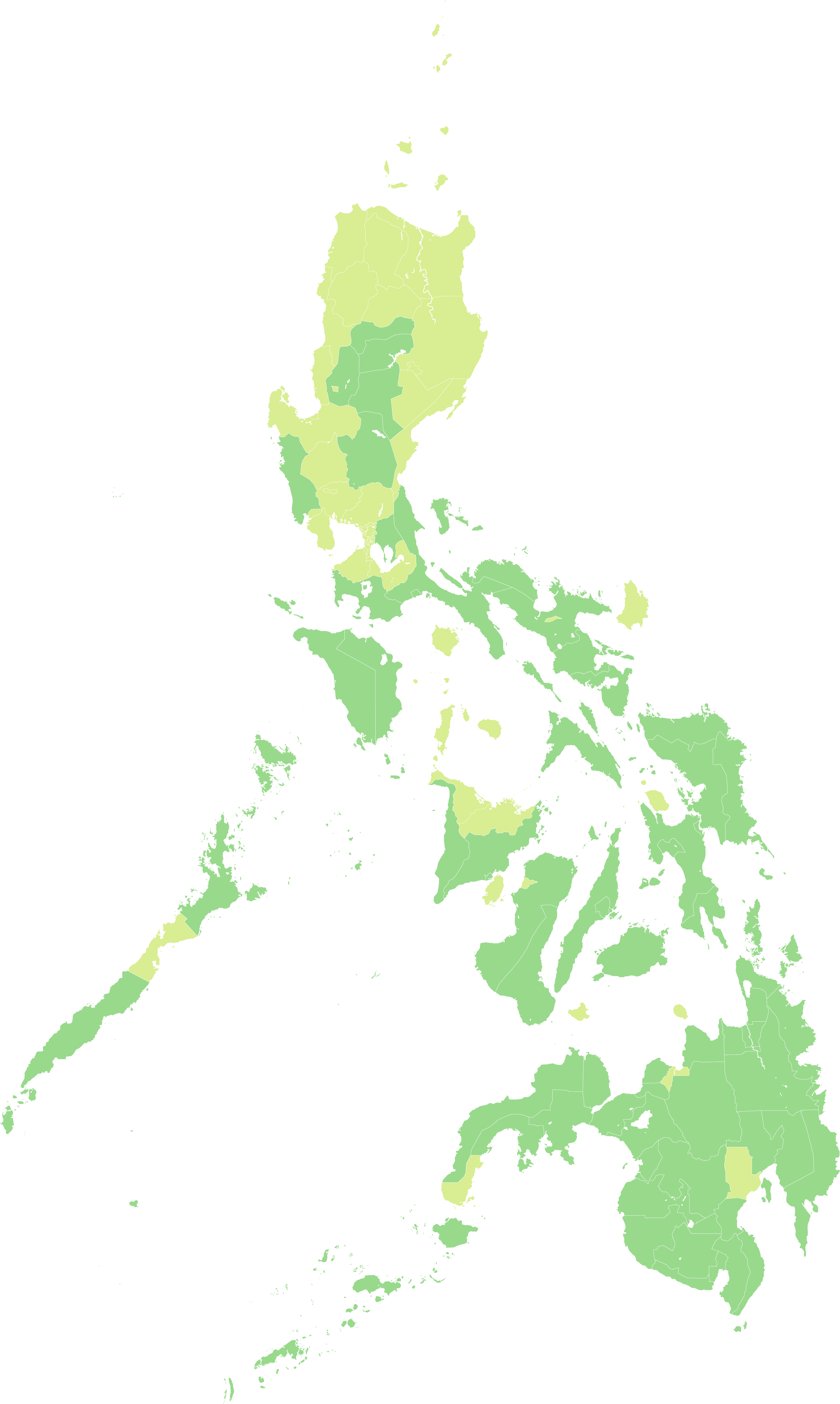
خريطة تظهر المناطق الخاضعة لنظام مستوى الإنذار في الفلبين ، وتم تنفيذه استجابة لوباء COVID-19. (شهر نوفمبر)

كإجراء للحد من انتشار مرض فايروس كورونا (كوفيد-19) في الفلبين، تم فرض عمليات الإغلاق، التي وصفتها الحكومة رسميًا باسم «الحجر الصحي المجتمعي»، وهناك تدابير صارمة فرضت في أجزاء عدة من الفلبين، «الحجر الصحي للمجتمع المحلي» هو الأكثر صرامة من مثل هذه التدابير. وكان أكبر هذه التدابير هو الحجر الصحي للمجتمع المحلي في لوزون.

## الخلفيه
نظرًا للعدد المتزايد سريعًا من الحالات في منطقة العاصمة الوطنية، اقترح ممثل مقاطعة ألباي الثانية جوي سالسيدا إغلاق المنطقة لمدة أسبوع لمنع انتشار المرض على الصعيد الوطني. اقترح سالسيدا على وجه التحديد إغلاق شبكة الطرق السريعة الفلبينية ووسائل النقل العام التي تصل إلى المنطقة، بالإضافة إلى تعليق الدراسة والعمل. في البداية رفض الرئيس دوتيرتي الاقتراح مُدَّعيًا أنه «سيعيق تدفق السلع الأساسية». ومع ذلك، أثار الوزير دوكي إمكانية إغلاق بعض المدن أو البلدات إذا تم الإبلاغ عن حالات انتقال مجتمعي، ولكن ليس منطقة بأكملها. في 12 مارس، أعلن الرئيس دوتيرتي عن إغلاق جزئي يغطي مترو مانيلا، بدأ في 15 مارس.
في مرحلة ما خلال تصريح الرئيس رودريغو دوتيرتي عن «الحجر الصحي لمجتمع مانيلا في مانيلا»، قال «إنهم يخشون أن يطلقوا عليه إغلاقًا، لكنه إغلاق». هذا التصريح ترك الكثير من الارتباك. أوضح سكرتير حكومته، كارلو نوجراليس، في وقت لاحق أن المصطلح المناسب هو «الحجر الصحي للمجتمع» وأن تعليق الرئيس يعني أن الحدث «يشبه الإغلاق». قال نوغراليس كذلك أن مصطلح «الإغلاق» يمكن أن يؤدي إلى تفسيرات مختلفة، في حين أن «الحجر الصحي المجتمعي» هو مصطلح تقني يمكن للسلطات الطبية أن تعطي تفسيرا له، والذي لا يخلق مخاوف عامة.
عندما تم تطبيق «الحجر الصحي المجتمعي» على لوزون، قال المتحدث الرئاسي سلفادور بانيلو، إن الحجر الصحي المجتمعي المعزز على مستوى لوزون يعادل «الإغلاق التام أو الإغلاق التام». وقال سكرتير وزارة الداخلية والحكم المحلي، إدواردو آنيو، إنه يجب اعتبار «الحجر الصحي المجتمعي المعزز» بمثابة «إغلاق كامل».
بالإضافة إلى ذلك، نصح الرئيس دوتيرتي وحدات الحكومة المحلية خارج منطقة العاصمة الوطنية بتنفيذ الحجر الصحي المجتمعي في الحالات التي يتم فيها تأكيد حالتين على الأقل من الإصابة ب كوفيد-19، على سبيل المثال: يجب تنفيذ الحجر الصحي على مستوى المقاطعة إذا كان هناك حالتان على الأقل من حالات كوفيد-19 المؤكدة داخل مدن أو بلديات مختلفة في نفس المقاطعة، بينما يجب تنفيذ الحجر الصحي على مستوى المدينة / البلدية إذا تم تأكيد حالتين على الأقل من المصابين ب كوفيد-19 داخل مناطق مختلفة في نفس المدينة أو البلدية. كما تم تفويض وحدات الحكومة المحلية لاستخدام أموال الاستجابة السريعة عند إعلان حالة الطوارئ.
منحت الحكومة الوطنية وحدات الحكومة المحلية تحت الحجر الصحي للمجتمع المحلي في فيساياس ومينداناو والمكاتب الميدانية ذات الصلة في وزارة الصحة سلطة رفع أو تمديد فترة الإغلاق في ولايتها القضائية. تم اقتراح فرض «تأمين محلي» يتضمن إجراءات على مستوى بارانجاي، سيتو أو بوروك بدلاً من رفع الحجر الصحي الكامل الذي تم اقتراحه.
في 6 أبريل 2020، كانت المناطق التالية تحت الحجر الصحي المعزز للمجتمع: جميع مناطق لوزون، غرب فيساياس، منطقة كاراجا، شبه جزيرة زامبوانجا، سمر، بيليران، سيبو، نيجروس أورينتال، كاميجوين، بوكيدنون، سلطان كودارات، لاناو ديل سور، لاناو ديل نورتي، كوتاباتو، جنوب كوتاباتو، تاوي تاوي وبلدية كاتارمان في شمال سمر.
في 24 أبريل، تم توضيح أن وحدات الحكومة المحلية لم تعد قادرة على فرض تدابير الحجر الصحي دون موافقة فريق العمل المشترك بين الوكالات المعني بالأمراض المعدية الناشئة. قبل تلك الفترة، كان يمكن للمحليات فرض مثل هذه التدابير بالتنسيق مع وزارة الداخلية والحكم المحلي الفلبينية. أصدر الرئيس رودريغو دوتيرتي الأمر التنفيذي 112، الذي يمدد الحجر الصحي المجتمعي المعزز في مناطق محددة حتى 15 مايو ويفرض الحجر الصحي العام في بقية البلاد، كما يلغي إجراءات الحجر الصحي الحالية من قبل وحدات الحكومة المحلية، بدءًا من 1 مايو.

## مستويات الحجر الصحي

### الحجر الصحي المعزز
عادة ما يُطلب من المحليات الواقعة تحت الحجر الصحي المجتمعي المعزز البقاء في المنزل، ويُمنع سكانها من السفر إلى مدن أو بارانجيس أخرى. يمكن لحكومات بارانجاي إصدار تصاريح للحجر الصحي تسمح للمقيمين بشراء السلع الأساسية خارج ساعات حظر التجول وضمن الولاية القضائية لإصدار بارانجاي. يوفر قانون بيانهان للشفاء أيضًا تدابير تتعلق بـ الحجر الصحي المعزز مثل:
- قيود على جميع أشكال النقل.
- تعليق العمل ووضع ترتيبات عمل بديلة مثل العمل عن بعد.
- ضمان تأمين المنتجات الغذائية والطبية.
- تدابير مكافحة التربح وتكديس السلع الأساسية.
- حكم يسمح بفترة سماح مدتها 30 يومًا للحصول على القرض ودفعات الإيجار خلال فترة الحجر الصحي.

### حجر المجتمع العام
يعتبر حجر المجتمع العام الذي تم فرضه في 1 مايو، أقل صرامة من الحجر الصحي المعزز الذي فرض في لوزون. يُسمح لوسائل النقل العام بسعة مخفضة ويسمح للشركات المختارة بالعمل بنسبة 50 إلى 100 في المائة من طاقتها العادية اعتمادًا على صناعتها. يُسمح أيضًا بتشغيل مراكز التسوق، على الرغم من أنه يُسمح فقط بفتح أكشاك ومتاجر مختارة.

### تدابير أخرى
هناك أنواع من إجراءات الحجر الصحي أو إجراءات الإغلاق بخلاف الحجر الصحي المعزز وحجر المجتمع العام. وقد تم فرض إجراءات إضافية بموجب «الحجر الصحي المجتمعي المعزز الشامل» أو «الحجر الصحي المجتمعي المعزز الشديد»، حيث أنه بشكل عام أكثر صرامة من الحجر الصحي المعزز. قبل فرض الحجر الصحي على المجتمع المحلي في لوزون، إجراء أكثر تساهلاً يتضمن أمر البقاء في المنزل وفرض حظر التجول في مترو مانيلا والذي تم تسميته رسميًا باسم «الحجر الصحي المجتمعي».
وقد تم النظر في إجراء «الإغلاق التام»، حيث أنه يختلف عن حجر المجتمع العام، وقد تم النظر فيها، والتي من شأنها أن تمنع الناس من مغادرة أماكن إقامتهم وتفويض إغلاق جميع المؤسسات العامة. يعتبر هذا الإجراء خيارًا من قبل المتحدث الرئاسي هاري روك.

## التنفيذ

### قبل 1 مايو
يغطي الحجر الصحي المحلي المحسن في لوزون جزيرة لوزون وجزرها النائية، أو ثمانية من أصل سبعة عشر منطقة في الفلبين. تم فرض حجر صحي مجتمعي محسن إلى أجل غير مسمى في كاراغا، بدءاً من 7 إبريل، وفي منطقة دافاو بدءاً من 4 إبريل.
تشمل المقاطعات التي فرضت الحجر الصحي المجتمعي المعزز: إيلويلو (21 مارس)، أنتيك (22 مارس), نيجروس أوكسيدنتال (30 مارس)، سيبو (30 مارس)، ونيغروس أورينتال (أبريل 3).
كما فرضت المدن المستقلة: باكولود (30 مارس), مدينة إيلويلو (21 مارس)، ومدينة سيبو (28 مارس) تدابير الحجر الصحي المعزز.

### 1 مايو رفع وتمديدات
تم توسيع الحجر الصحي المجتمعي المعزز في مترو مانيلا، وسط لوزون (باستثناء أورورا)، وكالابارزون وكذلك في مقاطعات بنجويت، بانجاسينان، إيلويلو، سيبو، ومدن باكولود ودافاو حتى 15 مايو حسب الأمر التنفيذي للرئيس رودريغو دوتيرتي 112. تم وضع جميع المناطق الأخرى تحت الحجر الصحي المجتمعي العام ما لم يوافق فرقة العمل المشتركة بين الوكالات المعنية بالأمراض المعدية الناشئة. كما تم تضمين ألباي ومدينة زامبوانجا بين وحدات الحكومة المحلية الموضوعة تحت الحجر الصحي المعزز. فرقة العمل المشتركة بين الوكالات المعنية بالأمراض المعدية الناشئة تسمح لوحدات الحكومة المحلية، بفرض أو تمديد الحجر الصحي المعزز على مستوى البلدية برانجايا الأقليميه الخاصة بها.
بقيت بلدية سان خوسيه تحت الحجر الصحي المعزز بينما بقيت بقية أوكسيدنتال ميندورو إلى حجر المجتمع العام. بقيت باكولود أيضًا تحتالحجر الصحي المعزز.
تم رفض طلب تمديد الحجر الصحي المعزز في المناطق التالية من قبل فرقة العمل المشتركة بين الوكالات المعنية بالأمراض المعدية الناشئة: مقاطعات كامارينز سور ولا يونيون ومقاطعة جبل وإيزابيلا ولاناو ديل نورتي ولاناو ديل سور ومدينتي مروي وبوتوان.

### 16 مايو رفع وتمديد
في 12 مايو 2020، أُعلن في الأصل أنه سيتم رفع إجراءات الحجر الصحي المجتمعي في 41 مقاطعة و 11 مدينة في جميع أنحاء البلاد بسبب انخفاض خطر الإصابة بأمراض الفيروسات التاجية 2019 (كوفيد-19)، ولكن تم ترقيتها في النهاية إلى (الحجر الصحي المحسن للمجتمع المحلي) بعد تلقي الالتماسات من وحدات الحكم المحلي بدءًا من 16 مايو.
في 15 مايو 2020، وافقت فرقة العمل المشتركة بين الوكالات المعنية بالأمراض المعدية الناشئة على طلب العمدة لاني ميركادو ريفيلا بوضع مدينة باكور في مقاطعة كافيت تحت الحجر الصحي المحسن للمجتمع المحسن.
أصدرت فرقة العمل المشتركة بين الوكالات المعنية بالأمراض المعدية الناشئة القرار رقم 37، الذي يلغي الخطط السابقة، ووضع مترو مانيلا ومدينتي أنجلس وباكور، بالإضافة إلى مقاطعات لاغونا وباتان وبولكان ونويفا إسيجا وبامبانجا وزامباليس تحت الحجر الصحي المحسن للمجتمع المحلي، وهو أكثر تساهلاً من الحجر الصحي المعزز ولكنه أكثر صرامة من حجر المجتمع العام. تم وضع مدينة سيبو ومانداو تحت الحجر الصحي المعزز بينما تم وضع بقية البلاد تحت حجر المجتمع العام. أصبح الإجراء ساري المفعول في 16 مايو مع إعادة تقييم تدابير الحجر الصحي في 31 مايو.